# Terry Fox
Terrance Stanley Fox, född 28 juli 1958 i Winnipeg, Manitoba, död 28 juni 1981 i Port Coquitlam, British Columbia, var en kanadensisk friidrottare (löpare).

## Biografi
1977 fick Fox osteosarkom, vilket gjorde att hans högra ben blev tvunget att amputeras. Tre år senare sprang han det så kallade "Hoppets maraton" med ett friskt ben och en benprotes, för att samla in pengar till forskningen mot cancer. Hans ursprungliga plan var att springa från Atlanten till Stilla havet, men han fick avbryta loppet nära Thunder Bay efter det att cancern spridit sig till lungorna. Då hade han sprungit 5 373 km på 143 dagar. Under och efter loppet blev han känd som en av Kanadas största hjältar.